# ゴルカ・エルストンド・ウルコラ
ゴルカ・エルストンド・ウルコラ（Gorka Elustondo Urkola、1987年3月18日 - ）は、スペイン・バスク州ギプスコア県ベアサイン出身の元サッカー選手。現役時代のポジションはミッドフィールダー。

## 経歴
2006年12月20日のセルタ・デ・ビーゴ戦でデビューした。2007-08シーズンはセグンダ・ディビシオンで19試合に出場している。
2006年のUEFA U-19欧州選手権に出場した。この際はフォワード登録だった。

## 所属クラブ
- 2005-2008  レアル・ソシエダB
- 2006-2015  レアル・ソシエダ
- 2015-2017  アスレティック・ビルバオ
- 2017  アトレティコ・ナシオナル
- 2018-2019  ラーヨ・バジェカーノ

## タイトル

### クラブ
アスレティック・ビルバオ
- スーペルコパ・デ・エスパーニャ 2015

ラーヨ・バジェカーノ
- セグンダ・ディビシオン 2017-18

### 代表
スペイン代表
- U-19欧州選手権　2006